# Nombre cubique centré
Ne doit pas être confondu avec Nombre cubique.

En mathématiques, un nombre cubique centré est un nombre figuré polyédrique centré comptant des points disposés dans un cube par couches successives autour du centre. Pour tout entier n ≥ 1, le n-ième nombre cubique centré est donné par la formule :
Les dix premiers nombres cubiques centrés sont : 1, 9, 35, 91, 189, 341, 559, 855, 1 241 et 1 729 (suite A005898 de l'OEIS).
Par exemple {\displaystyle CC_{2}=9} car il y a 8 points aux sommets et 1 point au centre du cube.
Les nombres cubiques centrés ont des applications dans la modélisation des dispositions des atomes.

## Obtention de la formule
Nous suivons ici la référence, où le nombre de points par arête est égal à {\displaystyle n}.
Le cube ayant 6 faces, 8 sommets et 12 arêtes, la couche cubique ajoutée à l'étape {\displaystyle n+1} possède {\displaystyle 6((n+1)^{2}-4n)} points correspondants aux intérieurs des faces, plus {\displaystyle 12(n-1)} points situés à l'intérieur des arêtes, plus 8 points situés aux sommets.
On obtient {\displaystyle CC_{n+1}-CC_{n}=6(n-1)^{2}+12(n-1)+8=6n^{2}+2}, d'où  {\displaystyle CC_{n}=1+\sum _{i=1}^{n-1}(6i^{2}+2)=1+n(n-1)(2n-1)+2(n-1)=(2n-1)(n^{2}-n+1)=n^{3}+(n-1)^{3}}.

## Autre interprétation
Les nombres cubiques centrés sont aussi les nombres pyramidaux heptagonaux centrés (autour du centre de la pyramide heptagonale).

## Avec des faces centrées
Si, comme pour les nombres dodécaédriques centrés par exemple, on considère des faces centrées, il faut remplacer le terme {\displaystyle 6((n+1)^{2}-4n)} par {\displaystyle 6((n+1)^{2}+n^{2}-4n)} et l'on obtient {\displaystyle CC'_{n+1}-CC'_{n}=12n^{2}+2}, ce qui donne {\displaystyle CC'_{n}=(2n-1)(2n^{2}-2n+1)=n^{4}-(n-1)^{4}}.
Par exemple {\displaystyle CC'_{2}=15} car il y a 8 points aux sommets, 6 points aux centres des faces et 1 point au centre du cube.
Les dix premiers de ces nombres sont : 1, 15, 65, 175, 369, 671, 1105, 1695, 2465, 3439 ; voir la suite A005917 de l'OEIS.
Ces nombres sont les nombres dodécaédriques rhombiques à faces centrées étudiés ci-dessous, ainsi que les nombres octaédriques centrés à faces centrées.

## Application aux nombres dodécaédriques rhombiques
Comme pour l'obtention des nombres polygonaux étoilés, on peut adjoindre 6 nombres pyramidaux carrés {\displaystyle P_{n-1}^{(4)}} aux 6 "faces" du nombre cubique centré {\displaystyle CC_{n}}, ce qui donne le nombre :{\displaystyle (2n-1)(n^{2}-n+1)+n(n-1)(2n-1)=(2n-1)(2n^{2}-2n+1)=n^{4}-(n-1)^{4}}, appelé "nombre dodécaédrique rhombique" (le dodécaèdre rhombique étant obtenu par adjonction de 6 pyramides à un cube). On retrouve les nombres précédents.